# Disparithelphusa pecki
Disparithelphusa pecki is een krabbensoort uit de familie van de Pseudothelphusidae. De wetenschappelijke naam van de soort is voor het eerst geldig gepubliceerd in 1984 door Smalley & Adkinson.